# Verneuil-Petit
 Verneuil-Petit  là một xã thuộc the tỉnh Meuse trong vùng Grand Est đông bắc nước Pháp. Xã này nằm ở khu vực có độ cao từ 200-350 mét trên mực nước biển. Dân số theo điều tra năm 1999 của INSEE là 80 người.